# قطار تندرو آنکارا–استانبول
قطار تندرو آنکارا–استانبول (ترکی استانبولی: Ankara–İstanbul yüksek hızlı demiryolu) یک خط راه‌آهن به طول ۵۳۳ کیلومتر است که از شهر آنکارا شروع و در شهر استانبول به پایان می‌رسد.
این راه‌آهن که در سال ۲۰۰۹ راه‌اندازی شده دارای ۱۴ ایستگاه است و مدت زمان سفر از آنکارا به استانبول ۴ ساعت و ۱۵ دقیقه می‌باشد.